# Hans Haferkamp (Fußballspieler)
Hans Haferkamp, gerufen „Hannes“ (* 11. Oktober 1921 in Osnabrück; † 30. Juni 1974 ebenda) war ein deutscher Fußballspieler.

## Karriere

### Vereine

#### SV Rasensport, TSV 1897 und Eintracht Osnabrück
In der Jugend von Raspo Osnabrück begann Hans Haferkamp als Schüler mit dem Fußballspiel. Mit 18 Jahren wechselte er 1939 zum TSV 1897, der in den Runden 1941/42 bis 1943/44 der Gauliga angehörte. Während des Zweiten Weltkrieges war Haferkamp drei Jahre lang Soldat in Norwegen. Nach Kriegsende spielte er mit Eintracht Osnabrück in der Saison 1946/47 in der ersten Spielklasse im Norden, in der „Oberliga Niedersachsen-Nord“ genannten Staffel und 1947/48 in der Landesliga Niedersachsen/Weser-Ems. Er gewann mit der Eintracht 1948 die Meisterschaft in der Landesliga, schaffte aber den Aufstieg in die Oberliga Nord nicht. Daraufhin wechselte er gemeinsam mit Heinrich „Heina“ Fiening und Ewald Nienhaus zum VfL Osnabrück.

#### VfL Osnabrück
Bis heute gilt der „blonde Hannes“ als einer der besten Fußballer, die jemals das Trikot des VfL Osnabrück getragen haben. Zusammen mit Erich Gleixner, Karl-Heinz Gehmlich und Adolf „Addi“ Vetter war er entscheidend für den Aufschwung des VfL in den frühen 1950er Jahren. Auf seiner Stammposition des linken Verbinders (Halblinks) verband er elegante Spielgestaltung, ideenreiches Kombinationsspiel und abgeklärte Abschlusseigenschaften in einer Person. Von der Sportpresse wurde er wegen seiner herausragenden spielerischen Klasse bisweilen als „Fritz Walter des Nordens“ tituliert. Er bestritt alle sieben Endrundenspiele um die deutsche Fußballmeisterschaft mit dem VfL Osnabrück in den Jahren 1950 und 1952. Da er auch in den Repräsentativspielen mit Norddeutschland am 14. Mai 1950 gegen Westdeutschland und am 18. März 1951 gegen Süddeutschland überzeugen konnte, überraschte es nicht, dass ihn Bundestrainer Sepp Herberger für den Nationalmannschaftslehrgang vom 2. bis 6. April 1951 nach Duisburg einlud. Innerhalb dieses Sichtungskurses fand ein inoffizielles Länderspiel gegen das Saarland am 4. April in Essen statt. Beim 7:1-Erfolg der Herberger-Schützlinge wirkte Haferkamp als linker Läufer mit.

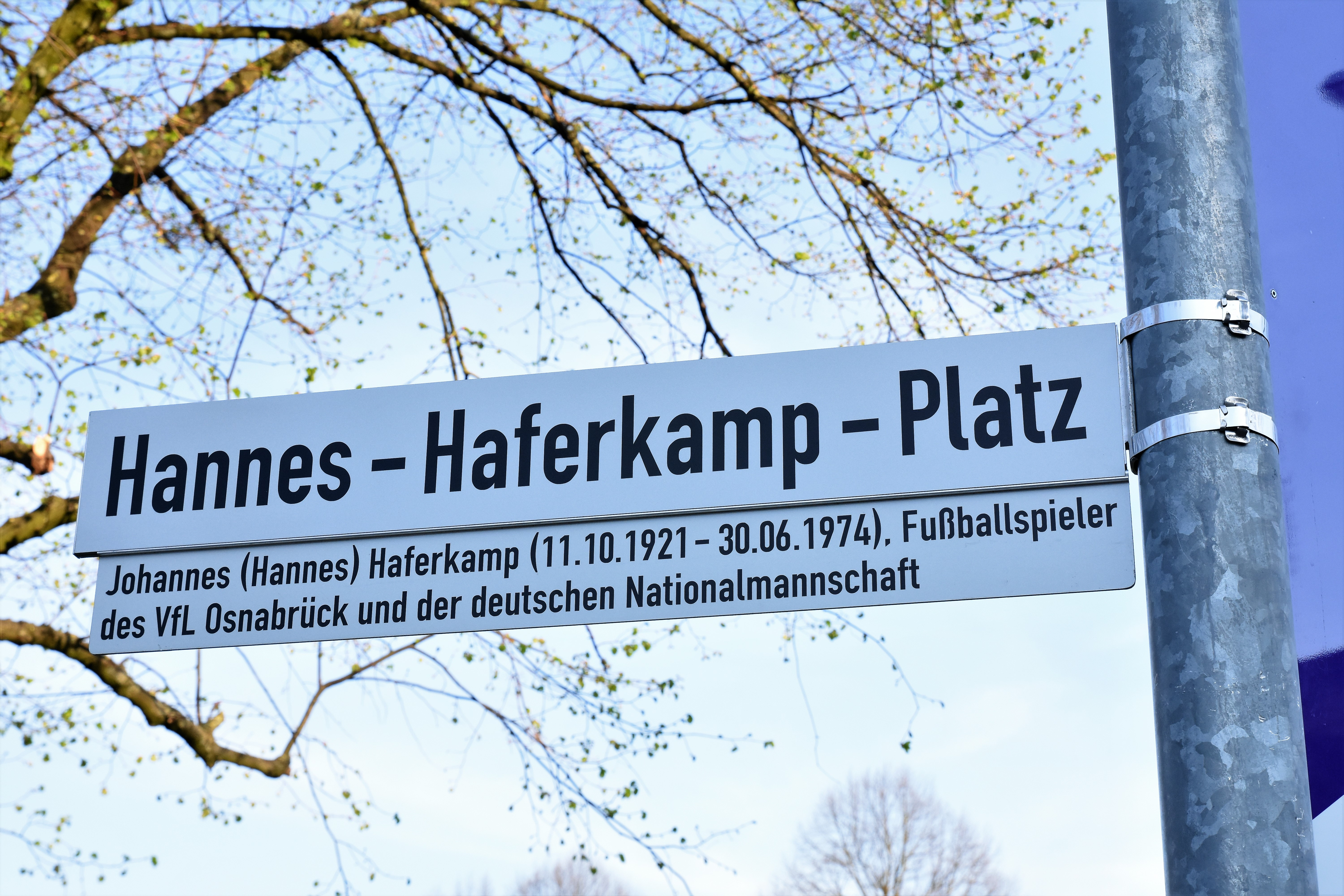
Straßenschild vor der Bremer Brücke

Aufgrund einer langwierige Tuberkulose-Erkrankung bestritt „Hannes“ am 22. Februar 1953 sein vorläufig letztes Oberligaspiel für den VfL Osnabrück. In der Runde 1952/53 kam er dadurch auf 22 Spiele mit sechs Toren. Die gesamte Saison 1953/54 musste er pausieren. Osnabrück rutschte im WM-Jahr auf den 12. Tabellenplatz ab. Am 3. Oktober 1954 feierte der Publikumsliebling an der Bremer Brücke beim Spiel gegen FC Altona 93 sein Comeback. Insgesamt kam er in der Runde 1954/55 auf 14 Einsätze mit sechs Toren. An die alte Leistungsstärke vermochte er nicht mehr ganz anzuknüpfen. Nach seinem dritten Spiel in der Saison 1955/56, am 18. September 1955 beim Heimspiel gegen Eintracht Nordhorn, beendete eine der größten Fußballerpersönlichkeiten in der Geschichte des VfL Osnabrück seine sportliche Karriere. Im Vorfeld eines Totorundenspiels gegen die SpVgg Fürth wurde Hans Haferkamp am 24. Juni 1956 zusammen mit seinen ehemaligen Mannschaftskameraden Karl-Heinz Gehmlich und Erich Gleixner verabschiedet. Von 1948 bis 1956 hatte er 139 Spiele bestritten und 47 Tore in der Oberliga Nord erzielt. Für einige Zeit verstärkte er noch die VfL-Amateure.
Im Rahmen der Feierlichkeiten zum 120. Vereinsgeburtstag des VfL Osnabrück am 17. April 2019 wurde der Vorplatz vor der Südtribüne des Osnabrücker Stadions an der Bremer Brücke nach Haferkamp benannt. Zum Anlass seines 100. Geburtstages wurde dort am 11. Oktober 2021 eine Gedenktafel aufgestellt.

### Nationalmannschaft
Der elegante Spielmacher des VfL hatte Herberger im Frühjahr 1951 überzeugt, der Bundestrainer nominierte ihn für das erste Spiel der B-Nationalmannschaft am 20. April 1951 in Karlsruhe gegen die Schweiz. Das Spiel gewannen die Eidgenossen mit 2:0 Toren, der rechter Außenläufer spielende Osnabrücker bekam aber gute Kritiken und vom Bundestrainer die Einladung zum Länderspiel am 17. Juni 1951 in Berlin gegen die Türkei. Bei der 1:2-Niederlage agierte er als linker Läufer und erzielte in der 75. Spielminute das Tor zum zwischenzeitlichen 1:1-Ausgleich. Sein zweites Länderspiel folgte am 23. September 1951 in Wien gegen Österreich. In der 70. Spielminute wurde er für den verletzten Rechtsaußen Gerritzen eingewechselt und erzielte drei Minuten vor dem Schlusspfiff den 2:0-Endstand. Am 14. Oktober war er beim 2:2-Remis von Norddeutschland gegen Westdeutschland als spielbestimmender Mann in der linken Verbindung im Einsatz und flog auch mit der Nationalmannschaft zum Länderspiel am 17. Oktober nach Dublin gegen Irland mit. Zum Einsatz kam er aber bei der 2:3-Niederlage nicht. Der dritte Nationalmannschaftseinsatz folgte am 21. November 1951 beim Rückspiel in Istanbul gegen die Türkei. Mit der Sturmformation Helmut Rahn, Max Morlock, Fritz Walter, Haferkamp und Bernhard Termath gelang ein überzeugender 2:0-Sieg. Die Flügelzange von Rot-Weiss Essen mit Helmut Rahn und Bernhard Termath debütierte im DFB-Team. Die Presse lobte ausdrücklich die spielerische Leistung der Mannschaft. „Die deutsche Mannschaft zeigte das mit Abstand beste Spiel seit dem Kriege“, wurde dabei unter anderem notiert. Am 20. April 1952 absolvierte er durch seine Einwechslung in Luxemburg in der 65. Minute sein viertes Länderspiel. Der Bundestrainer gab beim Spiel gegen das Großherzogtum seinen Aspiranten für die zukünftige Amateurnationalmannschaft im Angriff – Georg Stollenwerk, Hans Zeitler, Willi Schröder und Kurt Ehrmann – eine internationale Bewährungschance.
Dass dies das Ende der Nationalmannschaftskarriere von „Hannes“ Haferkamp sein sollte, war zu diesem Zeitpunkt nicht vorauszusehen. Durch die im Frühjahr 1953 ausgebrochene Erkrankung an Tuberkulose war dann aber für fast fünfzehn Monate nicht mehr an Leistungssport zu denken. Dadurch musste er auch kampflos seine Ambitionen dem Aufgebot für die Fußball-Weltmeisterschaft 1954 in der Schweiz anzugehören, streichen lassen.

## Privates
Haferkamp betrieb zeitweise einen gut frequentierten Tabak- und Zeitschriftenladen in der Lotter Straße in Osnabrück. Er erlag im Juni 1974 einem Herzinfarkt, den er bei einem Fußballspiel auf einer Wiese im Osnabrücker Moskaubad erlitten hatte.